# Fujara słowacka

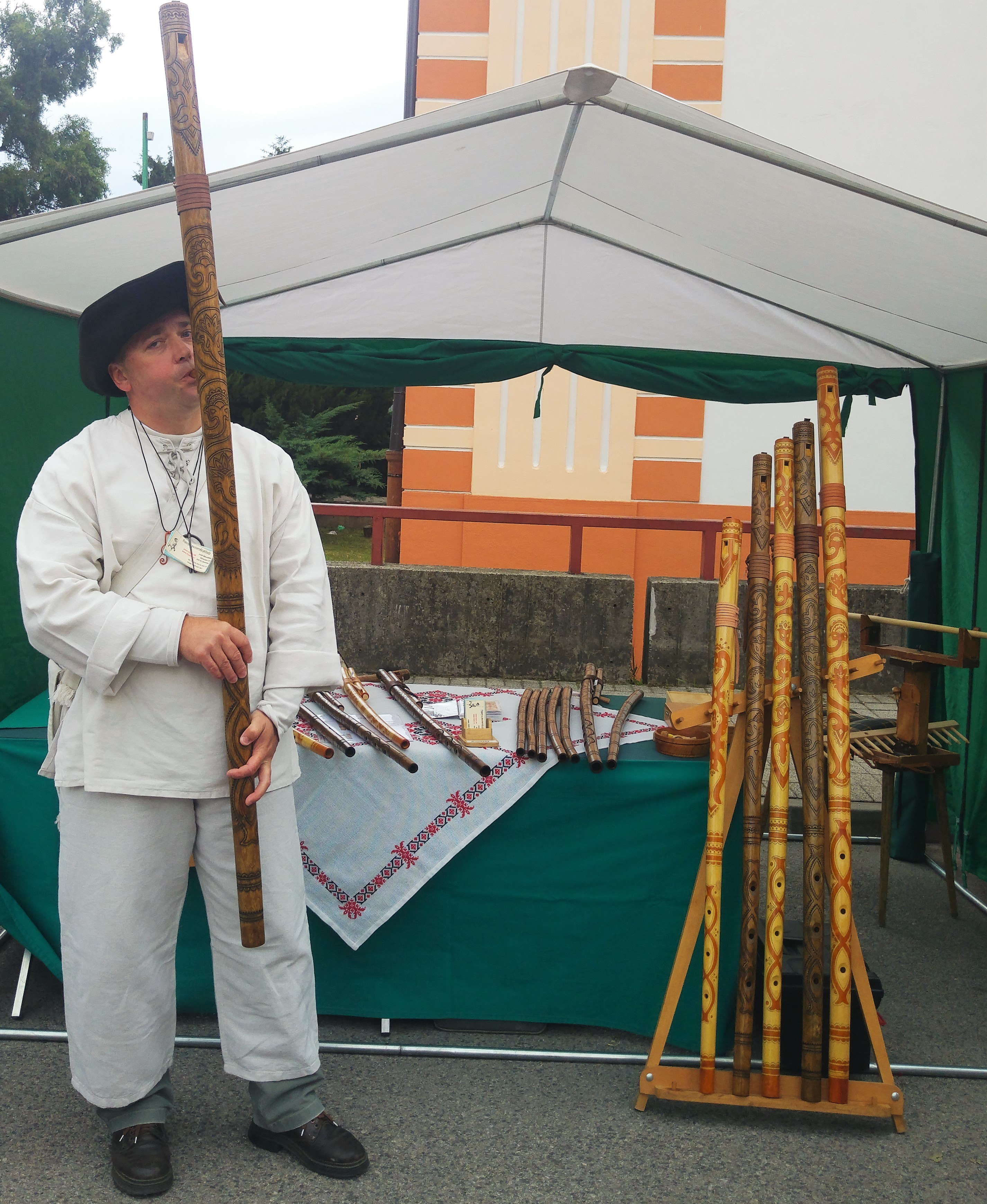
Jozef Mikulasek - twórca fujar słowackich

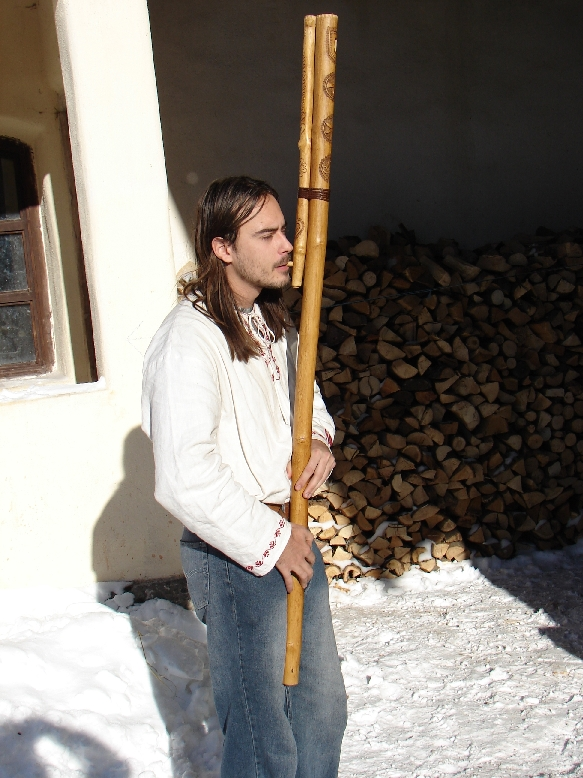
Fujara słowacka

Fujara słowacka, także fujara pasterska, fujara, słowacka fujara pasterska – regionalny instrument słowacki, wywodzący się z kultury pasterskiej.

## Opis
Rodzaj fletu o znacznych rozmiarach, średnio od 1,5 do 2 metrów (największy znany egzemplarz mierzy 4 metry). Pochodzi z terenów zwanych Podpolaniem, tj. z otoczenia masywu górskiego Polany w środkowej Słowacji, leżącego na wschód od Zwolenia i Bańskiej Bystrzycy. Głównym ośrodkiem produkcji fujar pozostaje dziś rejon miasta Detva.
Fujara pasterska wykonywana jest zazwyczaj z drewna bzu czarnego powlekanego olejem lnianym i składa się z:
- części zasadniczej (o średnicy do 5 cm), w jej dolnej części znajdują się trzy otwory palcowe;
- łącznika,
- części dodatkowej z ustnikiem (o średnicy do 3 cm).

Fujara pasterska nierzadko jest misternie zdobiona, zazwyczaj ornamentem roślinnym.
Gra na instrumencie wymaga przybrania postawy stojącej. Opiera się w głównej mierze na mikrotonach i przegłosach wydobywanych przy pomocy specjalnych technik gry, wśród których najbardziej charakterystyczną jest tzw. rozfuk.
W 2005 roku fujara słowacka została proklamowana arcydziełem ustnego i niematerialnego dziedzictwa ludzkości, a w 2008 roku wpisana na listę niematerialnego dziedzictwa UNESCO.

## Galeria

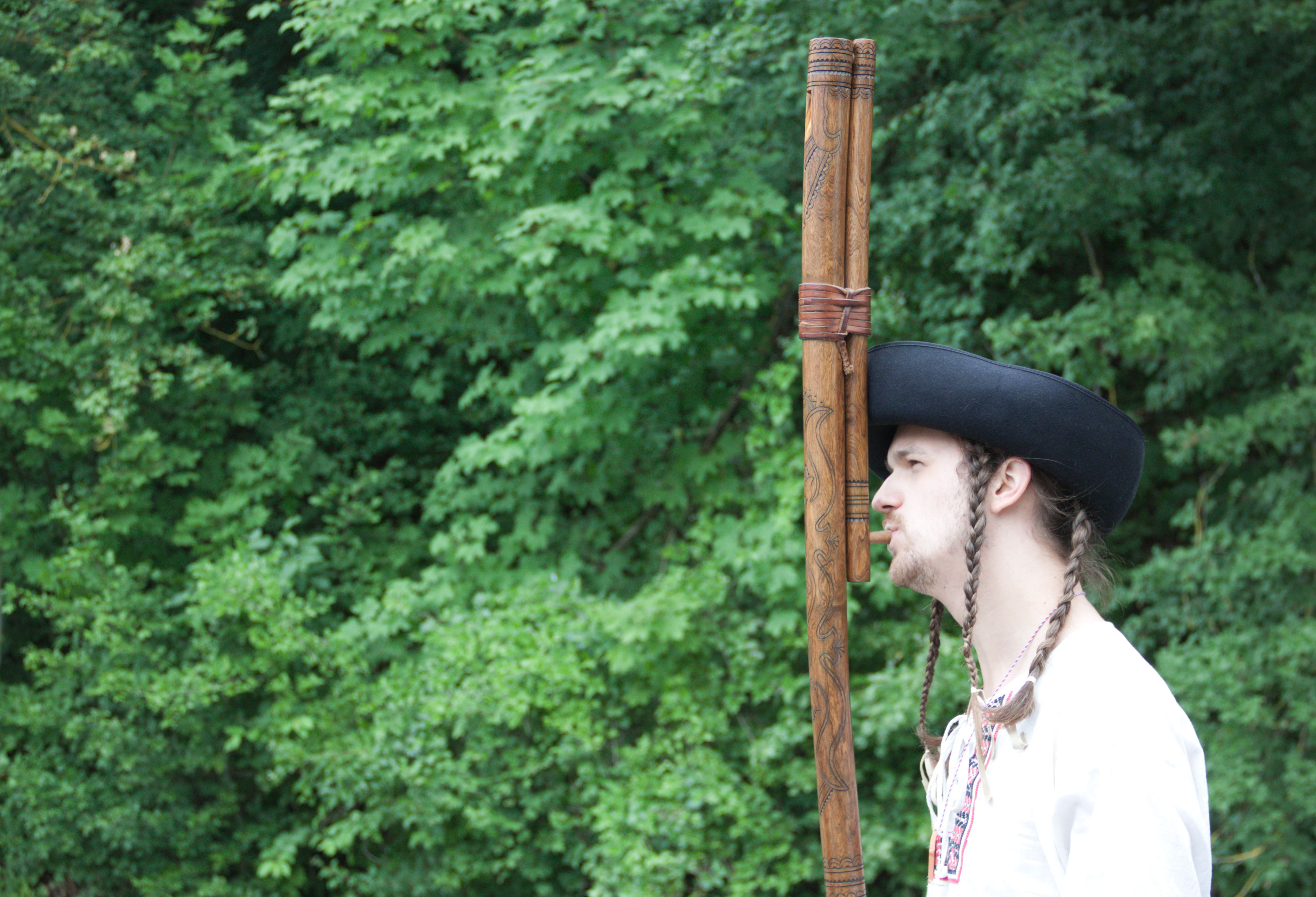
Jano Adamek
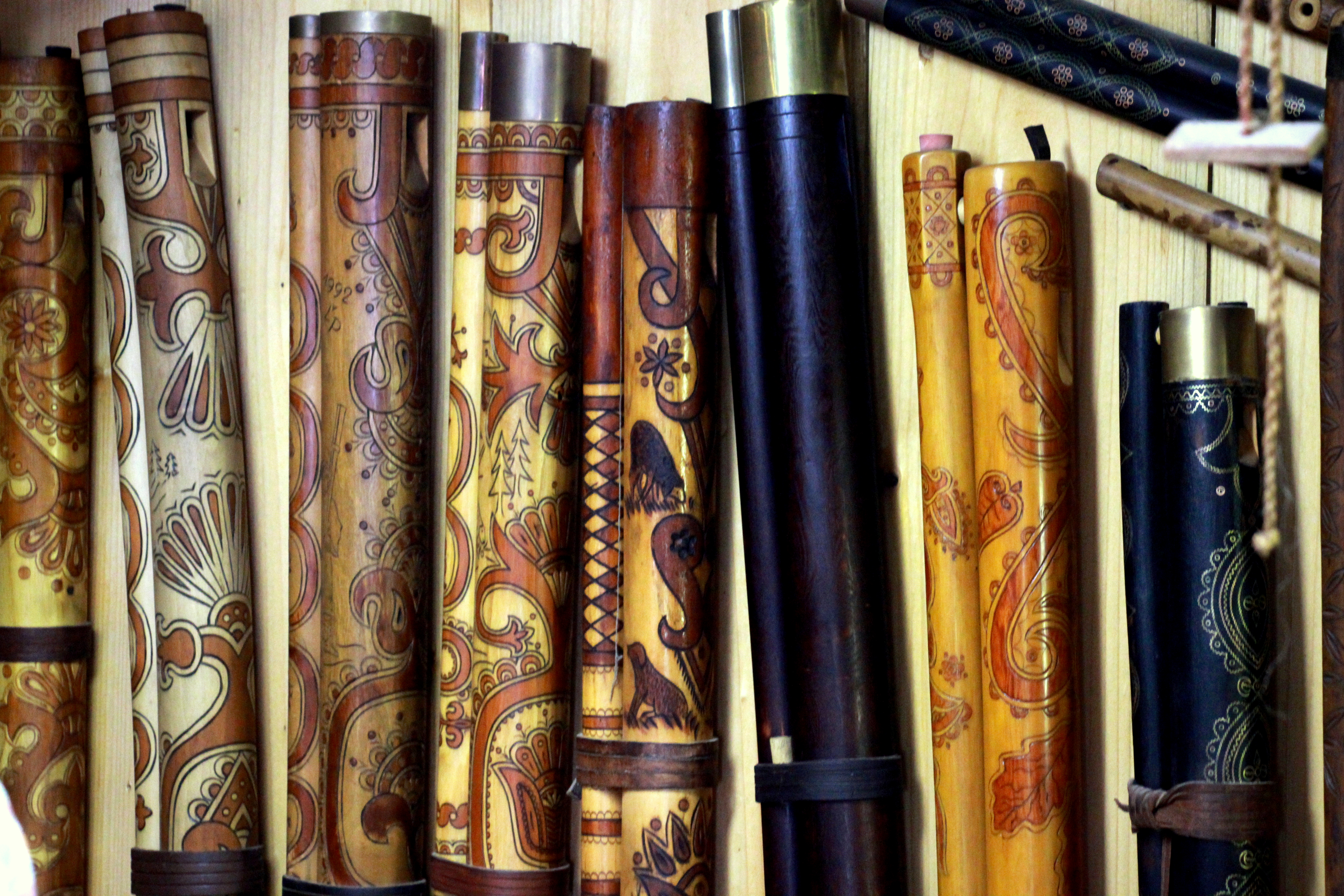
Fujary Lubomira Paricki
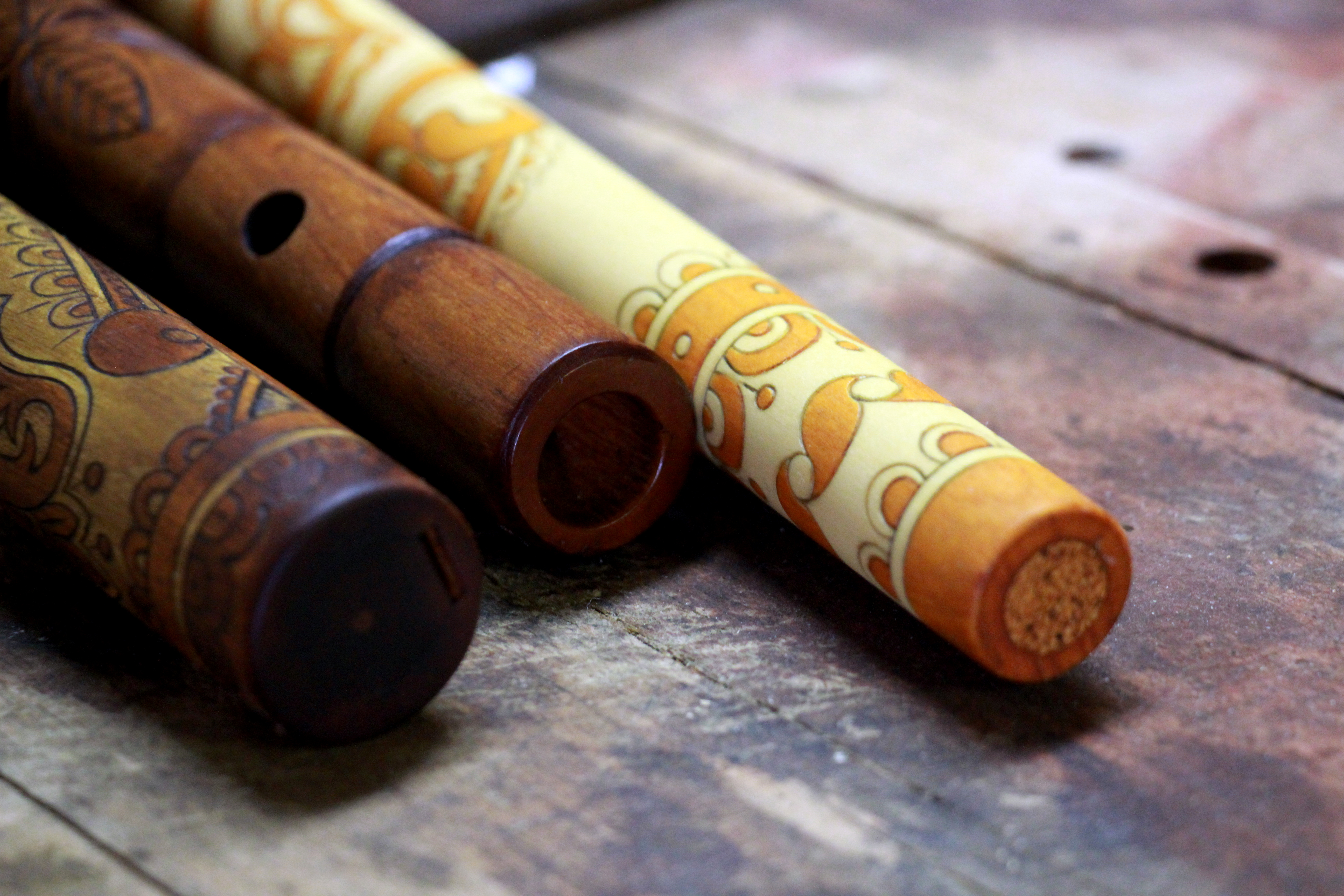
Fujary Lubomira Paricki
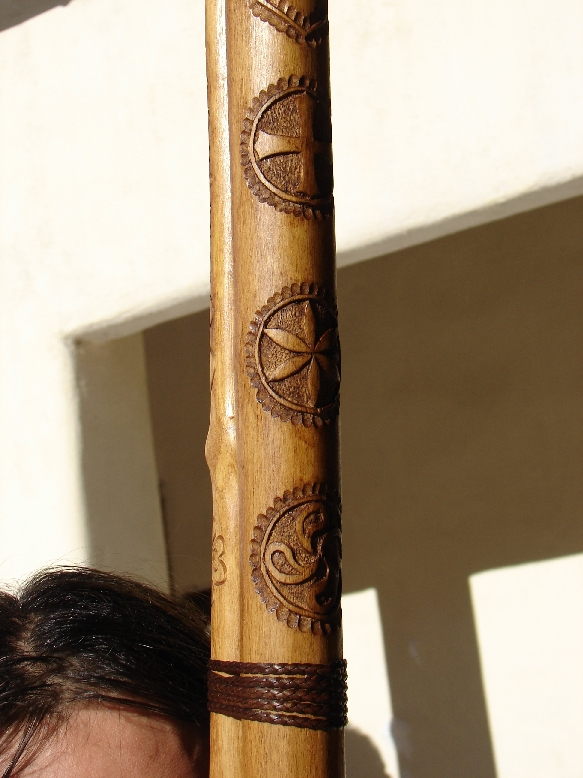
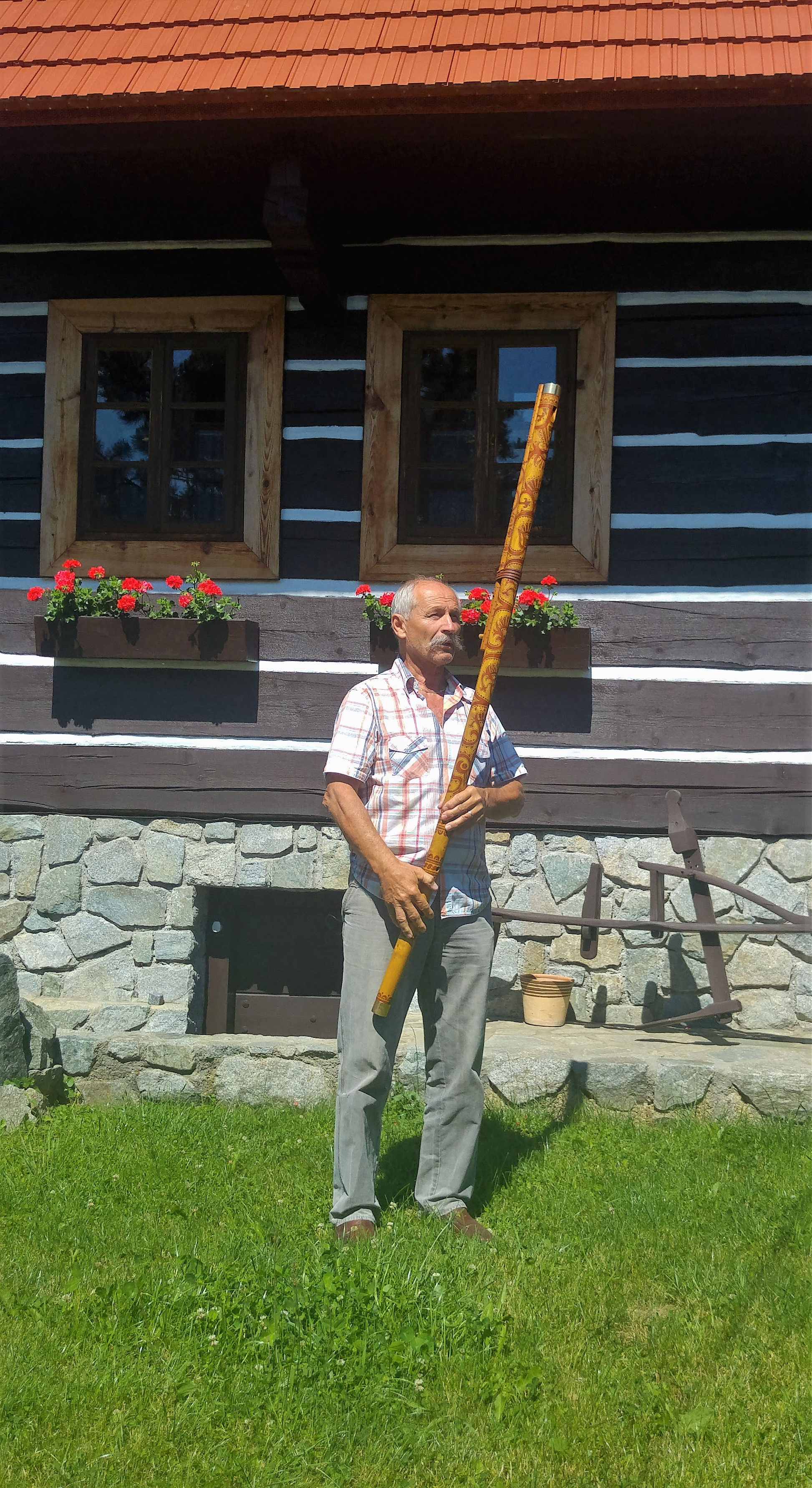
Lubomir Paricka
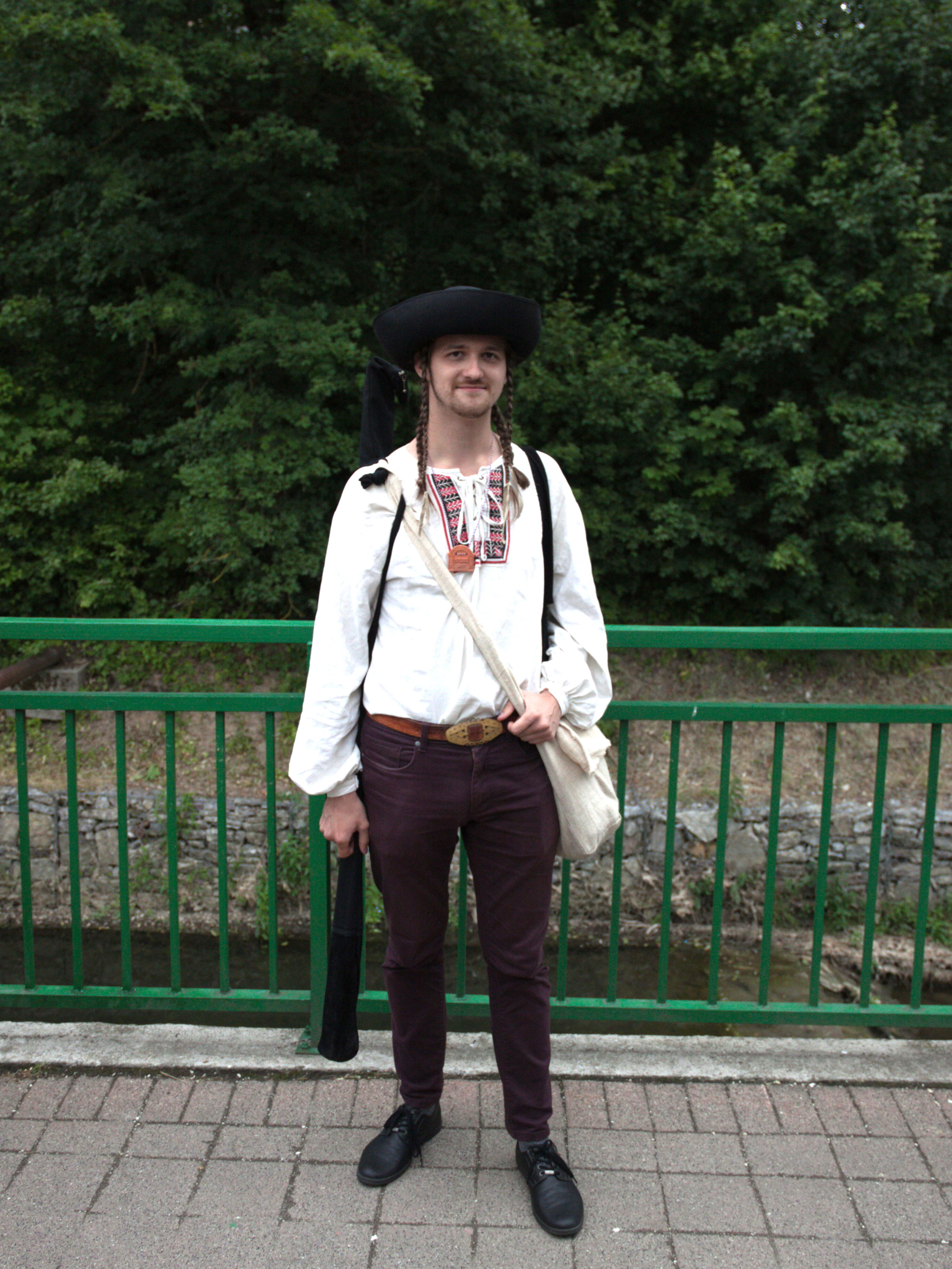
Jano Adamek
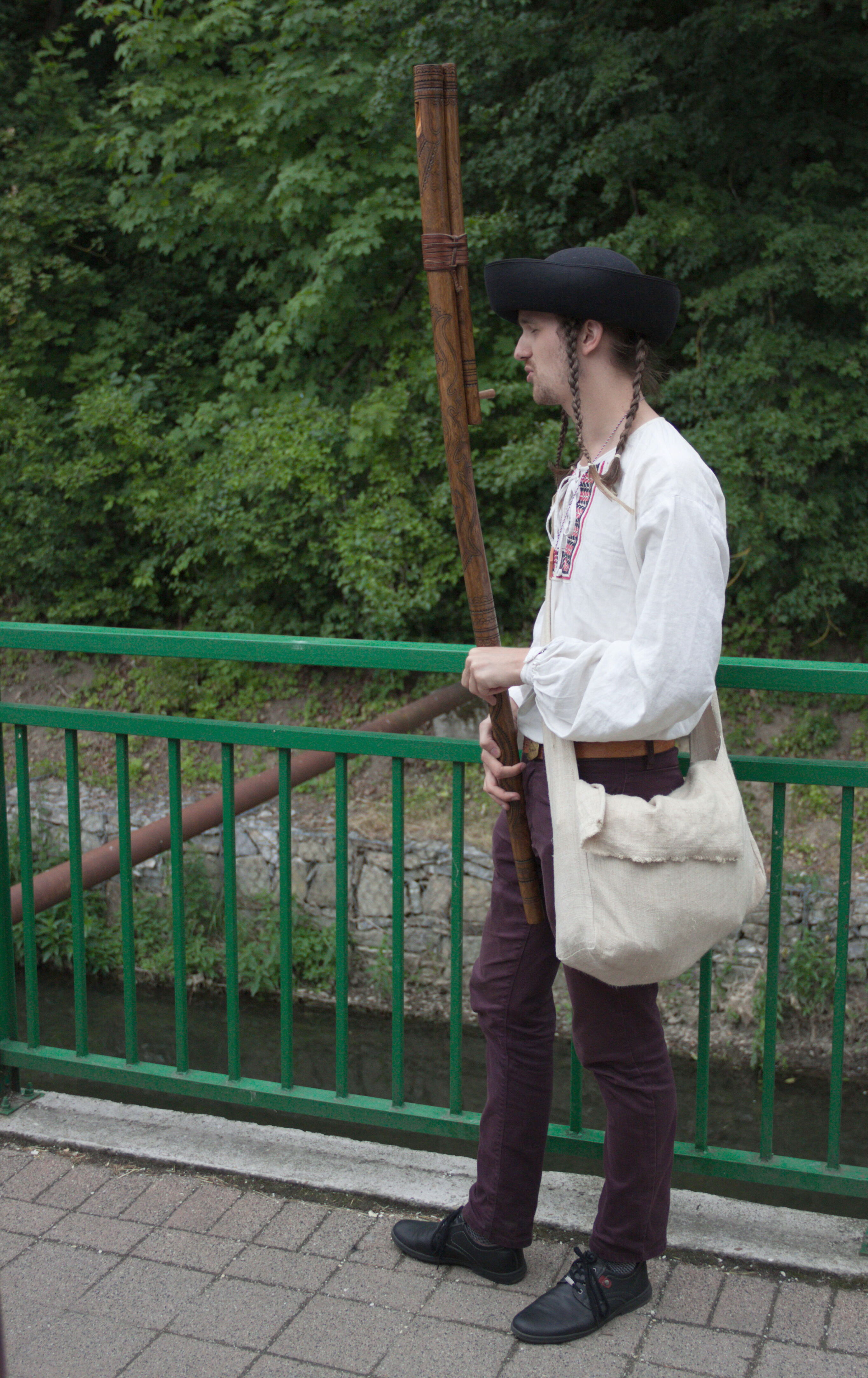
Jano Adamek
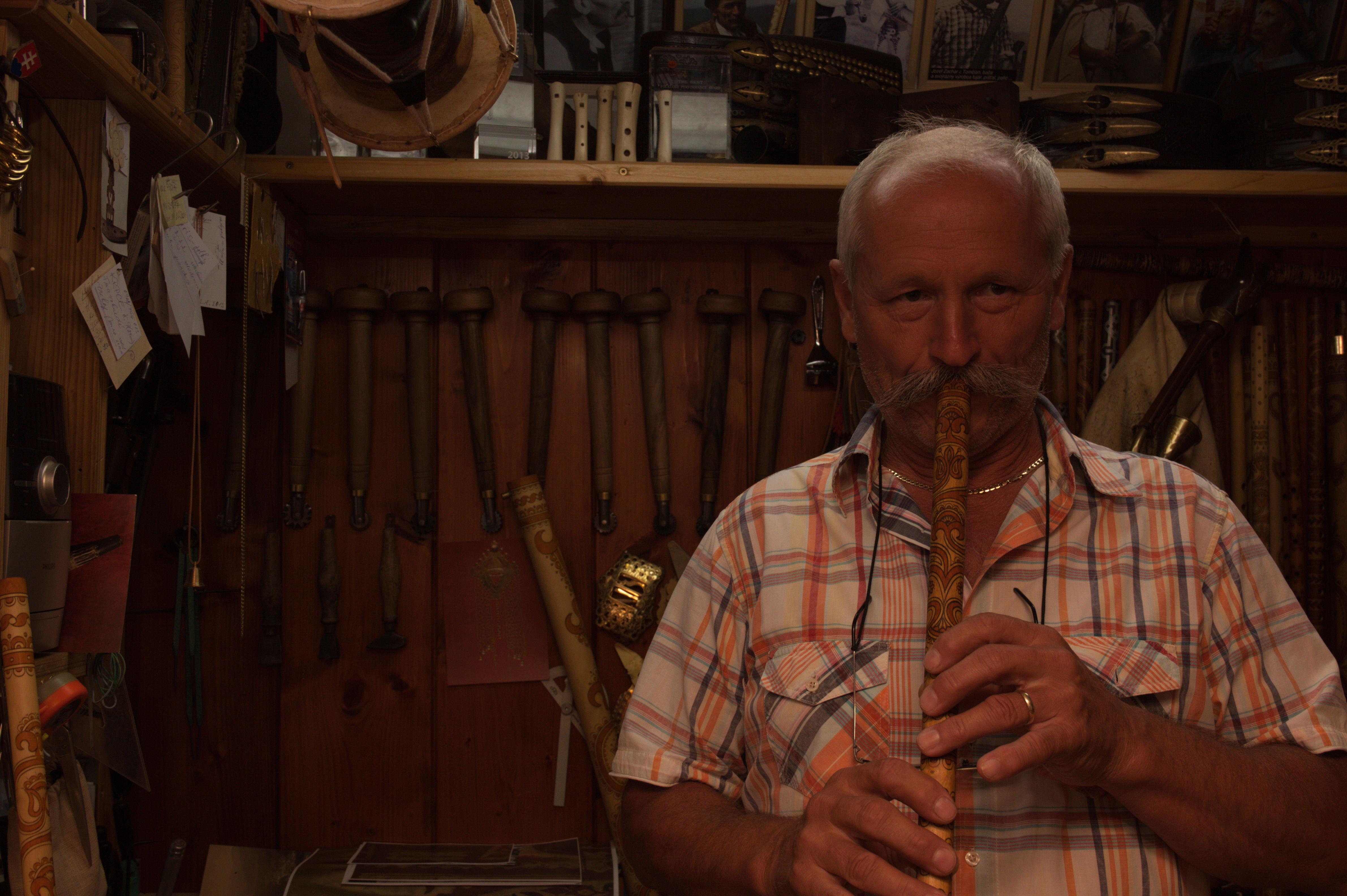
Lubomir Paricka
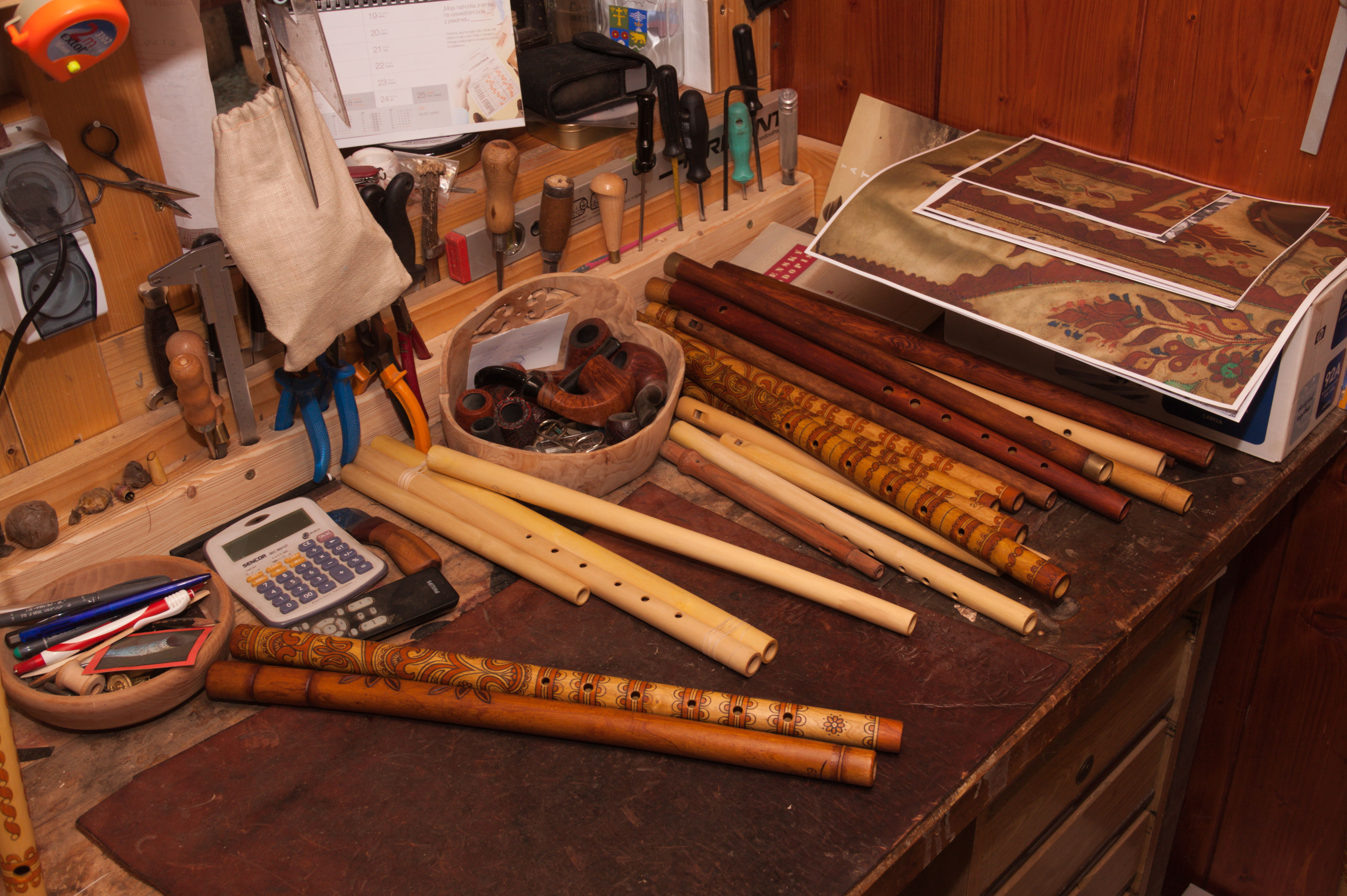
Warsztat Lubomira Paricki
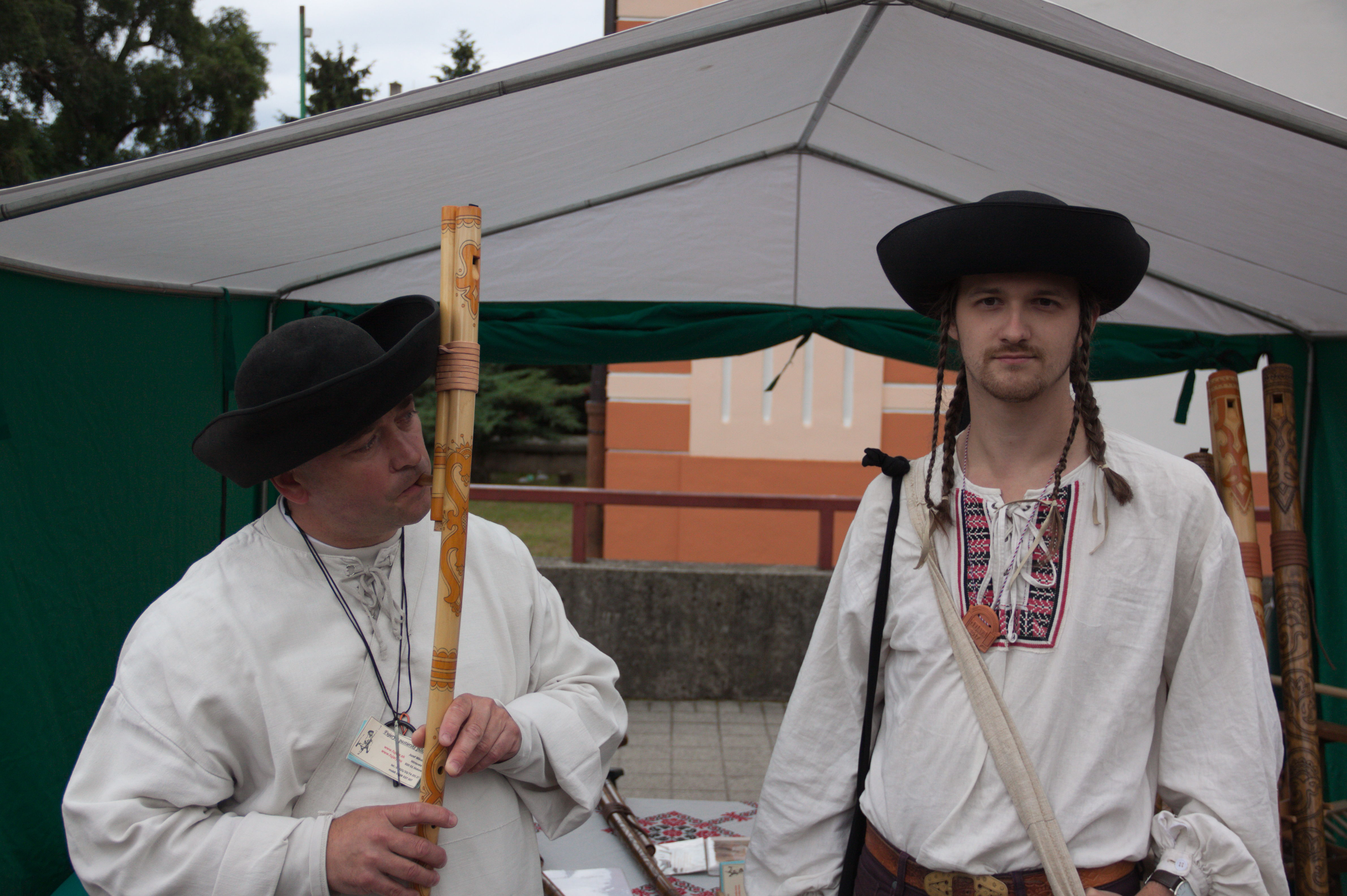
Jozef Mikulasek i Jano Adamek